# 劉敏元
刘敏元（?—?），字道光，中国西晋十六国时北海郡（今山东省潍坊市西南）人。
刘敏元喜欢学习星历阴阳术数，专心致志的钻研《易经》、《太玄》等。永嘉之乱时，同郡管平因为年老，随刘敏元西奔避难，途中被贼盗所俘，刘敏元已脱身又回去，表示愿意以自身代替管平而死，贼首认为他忠义，于是放了他。后来在前赵皇帝刘曜属下担任中书侍郎、太尉长史。

## 延伸阅读
[在维基数据编辑]
 《晉書·卷089》，出自房玄齡《晉書》